# شيموس كوين
شيموس كوين (بالإنجليزية: Séamus Coen)‏ هو لاعب قذف أيرلندي، ولد في 1 فبراير 1958.